# Payak
Payak is een bestuurslaag in het regentschap Pati van de provincie Midden-Java, Indonesië. Payak telt 3616 inwoners (volkstelling 2010).